# ハンド (単位)
1. シャフトメント (Shaftment)
2. ハンド (Hand)
3. パーム (Palm)
4. スパン (Span)
5. フィンガー (Finger)
6. ディジット (Digit)

ハンド (hand) は、ヤード・ポンド法で用いられる長さの単位（非SI単位）である。
hand は手の意味で、その名前の通り、元は（成人男性の）手の幅に由来する身体尺である。ヘンリー8世によってインチと関連づけられ、1ハンドはちょうど4インチ（国際インチの定義によれば10.16センチメートル）と定義されている。高さの計量に用いる場合、単位記号として h または hh（hands high の略）が用いられる。
1ハンドに満たない部分、すなわち小数点より右側は1ハンドの1⁄10単位ではなくインチ（1ハンドの1⁄4単位）を表す。したがって62インチは15.2ハンドと書かれ、これを普通「15-2 (fifteen-two)」、あるいは稀に「15ハンド2インチ (fifteen hands two inches)」と読む。

## ウマの体高の計量に用いるハンド
今日では、ハンドはアイルランド、アメリカ合衆国、イギリス、オーストラリア、カナダなどにおいてウマ、ポニーなどウマ属の動物の体高の計量に用いられる。この場合ウマを固く水平な地面に立たせ、尺柱と横規を用いて地面から鬐甲（肩甲骨の間の隆起）までの高さを測る。